# Allison Henry
Nayleth Allison Henry Joseph (ur. 17 sierpnia 1958, zm. 14 września 2021) – wenezuelska judoczka. 
Siódma na mistrzostwach świata w 1982. Złota i srebrna medalistka igrzysk panamerykańskich w 1983. Złota i brązowa medalistka igrzysk Ameryki Południowej w 1982. Wygrała igrzyska Ameryki Środkowej i Karaibów w 1986. Zdobyła pięć medali mistrzostw panamerykańskich w latach 1982 – 1990.